# Schloss Wilhelmshöhe

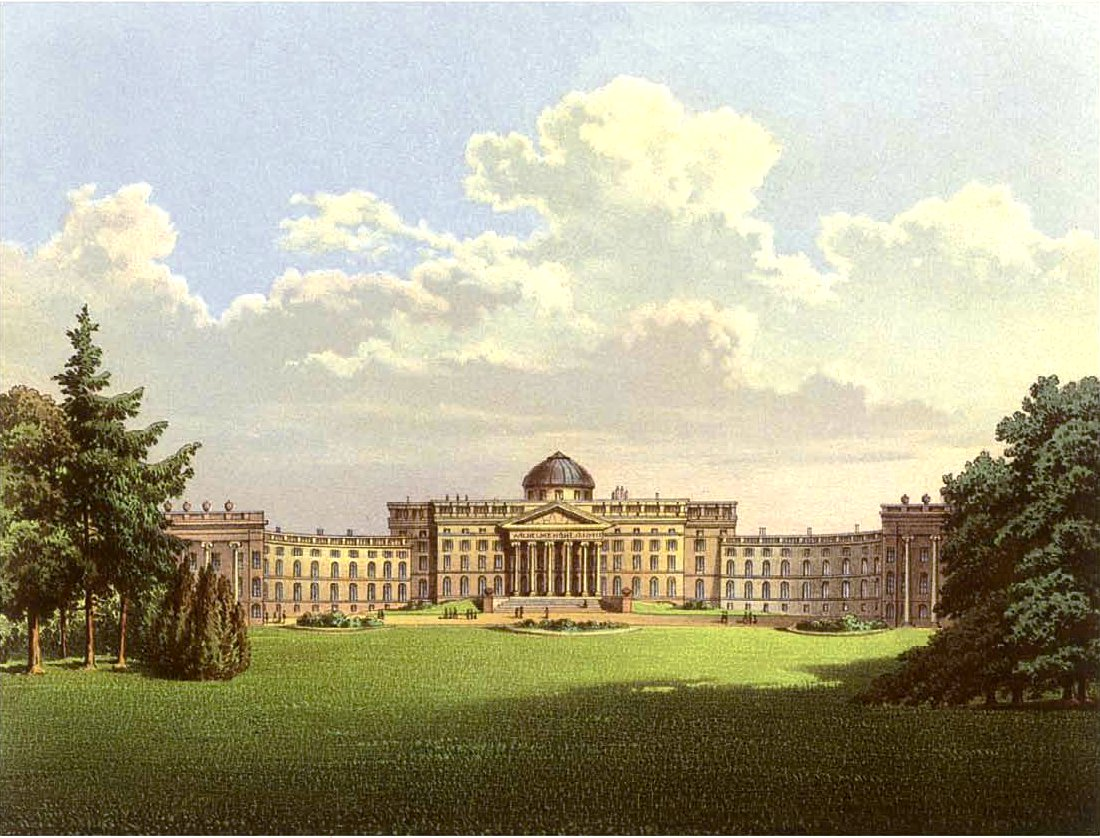
Schloss Wilhelmshöhe på 1860-talet

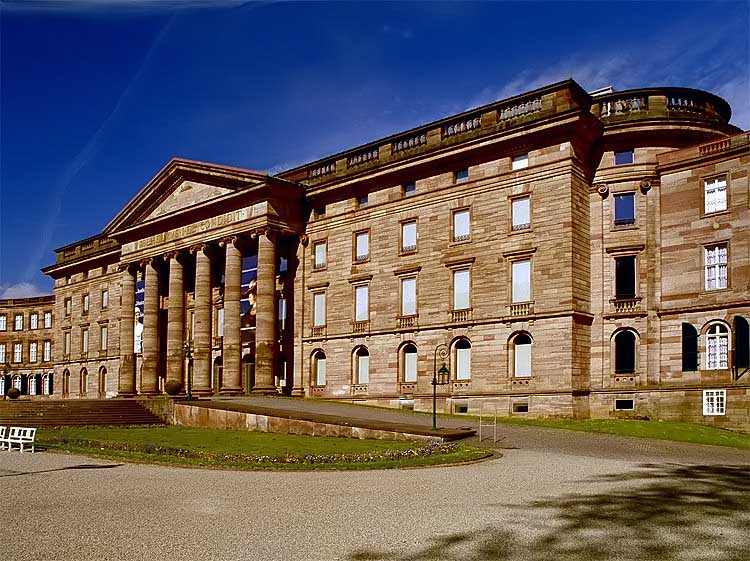
Schloss Wilhelmshöhe

Schloss Wilhelmshöhe, är ett slott beläget i Bergpark Wilhelmshöhe  strax utanför Kassel i Hessen, Tyskland.
Slottet, som från början var ett kloster, sekulariserades och drogs in till kronan av Filip I av Hessen på 1500-talet. Ett nytt slott byggdes i början av 1600-talet och det nuvarande slottet byggdes 1786-1808 för Wilhelm I av Hessen-Kassel efter ritningar av arkitekten Simon Louis de Ry.
I början av 1800-talet residerade dåvarande kungen av Westfalen, Jérôme Bonaparte, på slottet och gav order om stora renoveringar. 1814 återvände dock hertigfamiljen av Hessen-Kassel och kungen av Westfalen fick gå i exil. 1870 internerades den tillfångatagne franske kejsaren Napoleon III av Frankrike under en tid på slottet. 
Efter tyska enhetskriget 1866 annekterades Kurfurstendömet Hessen (innan 1803 benämnt som Hessen-Kassel) av Preussen. Från 1899 till 1918 använde kejsar Vilhelm II tidvis slottet som sitt sommarresidens.
Under andra världskriget blev mittpartiet av slottet svårt skadat av bombardemang. Det restaurerades först 1968-1974 av arkitekten Paul Friedrich Posenenske. Denne var funktionalist och återuppbyggde fasaden, men ändrade totalt interiören för att det skulle passa slottets nuvarande funktion som konstmuseum (Gemäldegallerie Alte Meister, Kassel). Mellan 1994 och 2000 gjordes därför ännu en restaurering för att bringa även interiören tillbaka till (nära nog) ursprungsskicket.